# Сан-Бартоломеу-душ-Галегуш
Сан-Бартоломеу-душ-Галегуш (порт. São Bartolomeu dos Galegos; МФА: [ˈsɐ̃w baɾ.tu.ɫu.ˈmew duʒ gɐ.ˈɫe.guʃ]) — парафія в Португалії, у муніципалітеті Лорінян. Розташована в західній частині країни, на теренах історичної португальської провінції Ештремадура. Входить до складу округу Лісабон. За адміністративним поділом, чинним до 1976 року, терени парафії були складовою провінції Ештремадура. Належить до Лісабонського патріархату Католицької церкви. Патрон — святий Лаврентій. Площа — 12,6437 км². Населення — 1011 ос. (2011). Слабо урбанізований регіон. Густота населення — 79,96 осіб/км²
. Код — 110807.

## Населення
| Кількість мешканців | Кількість мешканців | Кількість мешканців | Кількість мешканців | Кількість мешканців | Кількість мешканців | Кількість мешканців | Кількість мешканців | Кількість мешканців | Кількість мешканців | Кількість мешканців | Кількість мешканців | Кількість мешканців | Кількість мешканців | Кількість мешканців |
| ------------------- | ------------------- | ------------------- | ------------------- | ------------------- | ------------------- | ------------------- | ------------------- | ------------------- | ------------------- | ------------------- | ------------------- | ------------------- | ------------------- | ------------------- |
| 1864                | 1878                | 1890                | 1900                | 1911                | 1920                | 1930                | 1940                | 1950                | 1960                | 1970                | 1981                | 1991                | 2001                | 2011                |
| 501                 | 593                 | 673                 | 785                 | 911                 | 984                 | 1 140               | 1 450               | 1 640               | 1 606               | 1 279               | 1 117               | 1 044               | 1 041               | 1 011               |